# Сідней (футбольний клуб)
«Сі́дней» (англ. Sydney FC) — австралійський футбольний клуб з однойменного міста. Заснований 2004 року.

## Досягнення
- Переможець плей-оф чемпіонату Австралії: 2006, 2010, 2017, 2019, 2020
- Переможець регулярної першості А-ліги: 2009—2010
- Переможець Клубного чемпіонату Океанії: 2005
- Володар Кубка Австралії: 2017, 2023